# Luiz Bueno (músico)
Luiz Bueno é um violonista do Brasil, notório por seu trabalho ao lado do também violonista Fernando Melo no duo de violões Duofel.
Em 2012, tanto o Bueno quanto o Fernando Melo foram eleitos pela revista Rolling Stone Brasil um dos  70 Mestres Brasileiros da Guitarra e do Violão. Na parte dedicada ao Luiz Bueno, a revista assim o descreve: "assim como Fernando Melo, seu parceiro na dupla Duofel, o paulista Bueno também é autodidata. Seu estilo refinado e versátil complementa o jeito de Melo tocar. A grande química existente entre os músicos foi o que tornou o duo uma referência no violão tocado no Brasil".

## Discografia

### Solo
- 1999 - Música (com Badal Roy)

### com oDuofel
- 1986 - Disco Mix
- 1990 - As Cores do Brasil
- 1993 - Duofel
- 1994 - Espelho das Águas (com Badal Roy)
- 1996 - Kids of Brasil
- 1999 - Atenciosamente
- 2000 - Duofel 20
- 2005 - Precioso
- 2007 - Duofel Experimenta
- 2008 - Olho de Boi
- 2009 - Duofel Plays The Beatles
- 2013 - Duofel Pulsando MPB

#### DVDs
- 2003 - Frente e Verso
- 2011 - Duofel Plays The Beatles - Live at The Cavern Club